# Ibn Abi-Zamanayn
Abu-Abd-Al·lah Muhàmmad ibn Abd-Al·lah ibn Issa al-Murrí, més conegut com a Ibn Abi-Zamanayn fou un poeta i jurista andalusí natiu de Medina Elvira (Granada) on va néixer el 936 i on va morir el 1009. Es conserven algun versos de caràcter religiós, però fou més conegut com a jurista maliquita.